# Marcipa talusina
Marcipa talusina là một loài bướm đêm trong họ Erebidae.